# Djävulen förmodligen
Djävulen förmodligen (franska: Le Diable probablement) är en fransk dramafilm från 1977 i regi av Robert Bresson.

## Medverkande
- Antoine Monnier som Charles
- Tina Irissari som Alberte
- Henri de Maublanc som Michel
- Laetitia Carcaño som Edwige
- Régis Hanrion som doktor Mime
- Nicolas Deguy som Valentin
- Geoffroy Gaussen som bokhandlaren
- Roger Honorat som kommissarien